# Hinter diesen Mauern (1959)
Hinter diesen Mauern (Titel in der DDR: Jenseits des Rechts, Originaltitel: Beyond this Place) ist ein britischer Spielfilm in Schwarzweiß von Jack Cardiff aus dem Jahr 1959. Das Drehbuch verfasste Kenneth Taylor. Es beruht auf dem Roman Hinter diesen Mauern von A. J. Cronin. Die Hauptrollen sind mit Van Johnson und Vera Miles besetzt. In Großbritannien konnte man den Film erstmals am 28. April 1959 auf der Leinwand sehen, in der Bundesrepublik Deutschland am 18. November 1960, in der damaligen DDR am 2. Dezember 1960.

## Handlung
Liverpool im Zweiten Weltkrieg. Als während eines Luftangriffs der deutschen Wehrmacht ein Mädchen ermordet wird, verhaftet die Polizei den irischen Dockarbeiter Patrick Mathry. Im Prozess belastet ihn die Kronzeugin Louise Burt so schwer, dass er zum Tod verurteilt wird. Später wird das Todesurteil in eine lebenslängliche Freiheitsstrafe umgewandelt. Die Frau des Verurteilten zieht mit ihrem Sohn Paul in die Vereinigten Staaten. Auf die Frage nach seinem Vater erhält der Kleine die Antwort, dieser habe im Krieg sein Leben für das Vaterland lassen müssen.
Inzwischen sind rund 20 Jahre vergangen. Im Nachlass seiner Mutter entdeckt Paul ein Dokument, aus dem hervorgeht, was mit seinem Vater wirklich geschehen ist. Da er ihn aus Kindertagen als einen lieben und gütigen Menschen in Erinnerung hat, will er nicht glauben, dass sein Vater ein Mörder sein soll. Weil er Näheres über das Geschehen erfahren möchte, begibt er sich nach Liverpool. Doch Pauls Recherchen gestalten sich schwieriger, als er sich dies vorgestellt hatte; fast überall stößt er auf eine Wand des Schweigens. Dieser Umstand bestärkt seine Vermutung, dass sein Vater das Opfer eines Justizirrtums geworden ist.
In der Stadtbibliothek sucht Paul nach Zeitungen, die über den Prozess damals berichtet hatten. Dabei lernt er die Bibliothekarin Lena kennen. Bald verbindet die beiden eine enge Freundschaft. Pauls Recherchen führen ihn zu Prusty, dem Inhaber des kleinen Ladens, in dessen Obergeschoss das Verbrechen geschehen war. Als nächste Person sucht Paul Swan auf, den ehemaligen Polizisten, der bei der Verhaftung seines Vaters beteiligt war. Dieser Mensch ist zwar inzwischen dem Alkohol verfallen, aber Paul spürt, dass ihn die mysteriösen Umstände der damaligen Verhaftung seelisch belasten. Nach intensiver Suche gelingt es Paul sogar, die Hauptzeugin gegen seinen Vater aufzuspüren. Auch sie ist inzwischen hoffnungslos dem Alkohol verfallen. Paul bringt heraus, dass Louise Burt seit 20 Jahren Geldzuwendungen bekommt, die ihr das Schweigen erkaufen. Mit viel Mühe gelingt es ihm, sie zum Sprechen zu bringen.
Immer wieder muss Paul Rückschläge einstecken; aber er gibt nicht auf. Als er sich schon am Ende seiner Kräfte wähnt, kann er mit Hilfe der Presse den wahren Mörder entlarven: einen angesehenen und wohltätigen Mann. Daraufhin wird Patrick Mathry zwar voll rehabilitiert, aber die lange Haft hat aus dem einst so fröhlichen Mann einen an Körper und Seele gebrochenen Menschen gemacht.

## Kritik
Das Lexikon des internationalen Films bezeichnet das Werk als eine „gehobene Romanunterhaltung nach A. J. Cronin“.

## Quelle
- Programm zum Film: Illustrierte Film-Bühne, Vereinigte Verlagsgesellschaften Franke & Co., München, Nummer 5521